# Casa al carrer dels Dolors, 3 (Olot)
La Casa al carrer dels Dolors, 3 és una obra d'Olot (Garrotxa) inclosa a l'Inventari del Patrimoni Arquitectònic de Catalunya.

## Descripció
És un gran casal de planta rectangular i teulat a dues aigües. Els baixos es troben desfigurats per locals comercials moderns. Disposa de dos pisos i golfes. El primer té una àmplia tribuna i finestres als costats; algunes d'aquestes foren originàriament balcons. Estan decorades amb àmplies motllures amb motius vegetals i florals, fets amb baix relleu i una gran motllura superior a manera d'entaulament. Aquesta darrera es converteix en guardapols allà on les obertures són dobles, sostingudes per un pilar central. El segon pis disposa de tres balcons i una finestra doble, mancat de decoració.

## Història
Durant la segona meitat del segle xix la ciutat d'Olot va rebre un gran nombre d'immigrants; va ser necessari l'enderrocament de les antigues muralles i donar forma urbanística a molts dels barris situats a extramurs. És el moment en què es construeixen i es dona forma als carrers de Sant Rafael, els Dolors i Sant Ferriol.